# Rue Mâcon
Pour les articles homonymes, voir Rue de Mâcon.
La rue Mâcon est une ancienne voie de Paris, aujourd'hui disparue, située dans l'ancien 11e arrondissement (actuellement 5e arrondissement).

## Origine du nom
Les comtes de Mâcon y possédaient un hôtel particulier, ce qui explique le nom de la voie.

## Situation
Longue de 95 m, elle reliait la rue Saint-André-des-Arts à la rue de la Harpe,.

## Historique
À la fin du XIIe siècle, la rue est déjà presque entièrement bâtie. Cette voie faisait partie des rues où la prostitution était légale sous Saint-Louis ».
La moindre largeur de cette voie publique est fixée à 6 m le 15 vendémiaire an IX (7 octobre 1800), puis à 10 m le 22 août 1840. La rue est supprimée dans les années 1850 lors du percement du boulevard Sébastopol (actuellement boulevard Saint-Michel) et du prolongement de la rue Saint-Séverin jusqu'à ce nouveau boulevard dans le cadre des transformations de Paris sous le Second Empire.